# Mecyna albalis
Mecyna albalis là một loài bướm đêm trong họ Crambidae.